# Momentsleutel

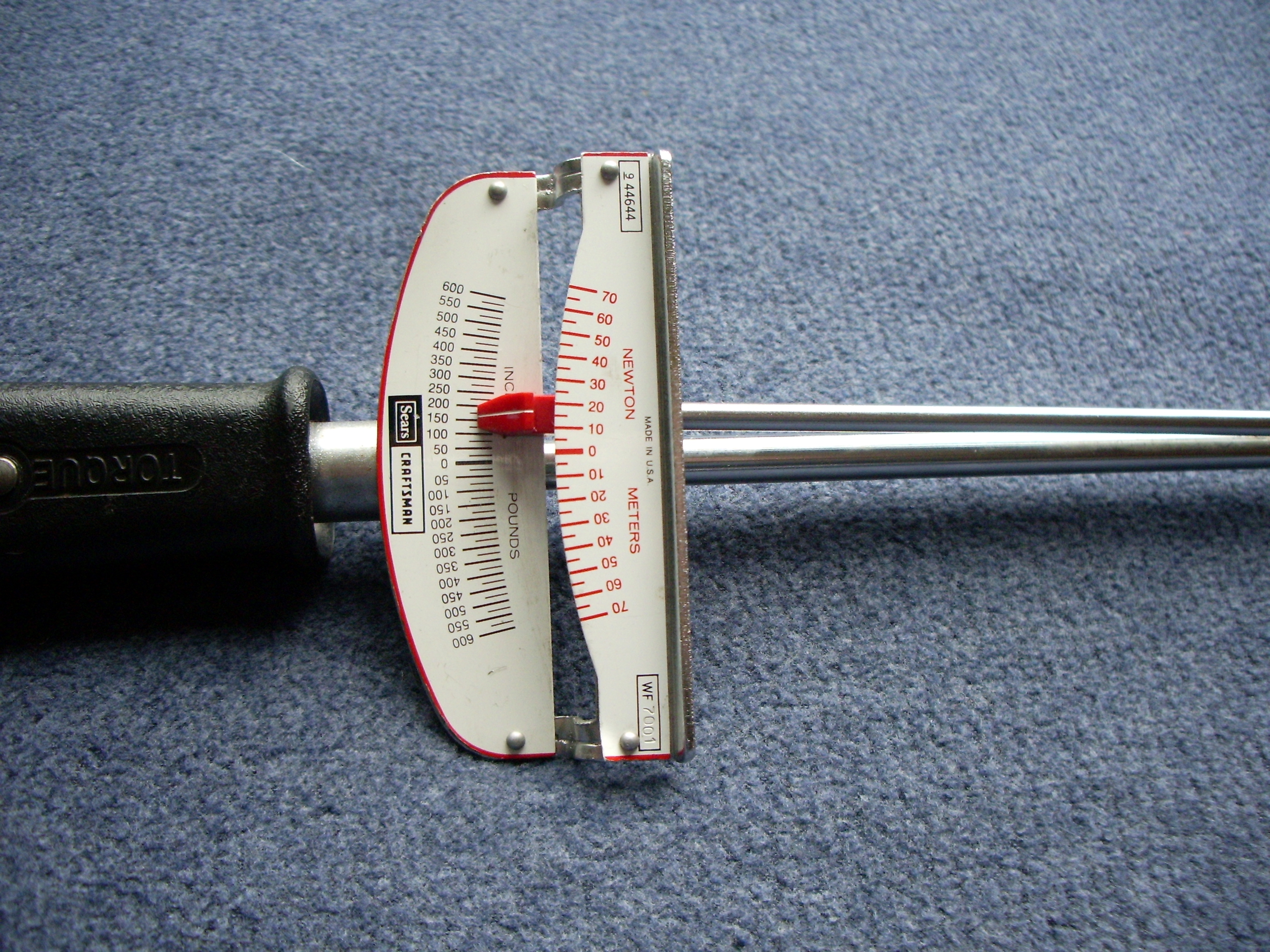
Momentsleutel met torsie-arm

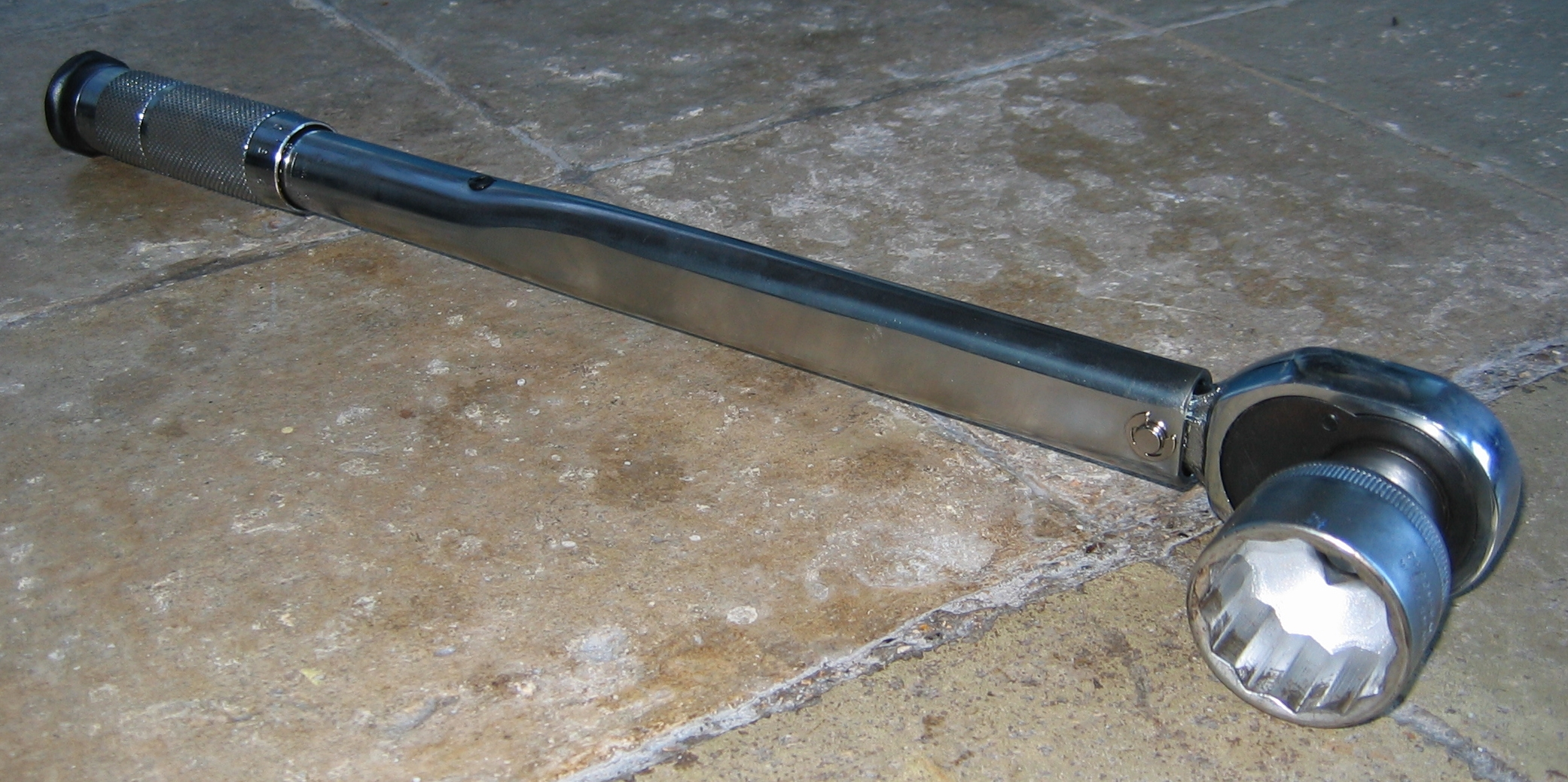
Instelbare momentsleutel met 'klikkoppeling'

Een momentsleutel of draaimomentsleutel is een speciale sleutel om bouten en moeren met een exact bepaald koppel (moment) aan te draaien.
Een momentsleutel beschikt over een vierkante stift waarop de gangbare moerdoppen passen. Hij is verkrijgbaar in twee uitvoeringen: de afleesbare torsiearmmomentsleutel, en de instelbare klikmomentsleutel. Naast mechanische sleutels zijn er ook digitaal afleesbare uitvoeringen en sleutels die zowel afleesbaar als instelbaar zijn.
De torsiearmmomentsleutel bestaat uit een vaste, niet-buigzame stang en een torsie-arm die buigt wanneer er druk op uitgeoefend wordt. De mate van buiging geeft het koppel aan en kan op een schaal bij het handvat in newtonmeter (Nm) worden afgelezen.
Bij een momentsleutel met een ingebouwde 'klikkoppeling' wordt vooraf het gewenste koppel door het draaien van de handgreep ingesteld. Zodra het ingestelde koppel wordt bereikt geeft deze een hoor- en voelbare 'klik'.
Een momentsleutel moet na gebruik op "nul" gesteld worden. Dat voorkomt dat de inwendige veer uitrekt en zo de kalibratie van de sleutel verloopt. Aandraaimomenten worden doorgaans opgegeven voor "droge", ongesmeerde schroefdraden.

## Toepassingen
- Lichtmetalen autovelgen. Dit materiaal is relatief breekbaar en het aanhaalmoment mag niet overschreden worden.
- De bouten van een cilinderkop moeten na vervangen van de koppakking aangedraaid worden tot een door de fabrikant opgegeven moment. Het aandraaien gebeurt in meerdere stappen in een voorgeschreven volgorde.
- Bij het terugplaatsen van de bougies zou een momentsleutel moeten worden gebruikt. In de praktijk gebeurt dit veelal 'op gevoel'.
- In hydraulische installaties worden alle bouten met een vast aanhaalmoment aangedraaid.
- Bij fietsen met een koolstofvezelframe gebruikt men het instrument om te voorkomen dat breuken optreden doordat boutjes van onderdelen te vast worden aangedraaid.

## Aandraai- of aanhaalmomenten
| Ø d nominaal (mm) | spoed (mm) | sleutelwijdte zeskant | sterkteklasse 5.6 | sterkteklasse 6.8 | sterkteklasse 8.8 | sterkteklasse 12.9 |
| ----------------- | ---------- | --------------------- | ----------------- | ----------------- | ----------------- | ------------------ |
| M1,6              | 0,35       | 3,2                   | 0,075             | 0,120             | 0,16              | 0,275              |
| M2                | 0,40       | 4                     | 0,159             | 0,254             | 0,339             | 0,582              |
| M4                | 0,7        | 7                     | 1,3               | 2,09              | 2,78              | 4,79               |
| M5                | 0,8        | 8                     | 2,59              | 4,14              | 5,5               | 9,5                |
| M6                | 1          | 10                    | 4,49              | 7,1               | 9,5               | 16,4               |
| M7                | 1          | 11                    |                   | 14                | 16                |                    |
| M8                | 1,25       | 13                    | 10,9              | 17,4              | 23                | 40                 |
| M10               | 1,5        | 17                    | 21                | 34                | 46                | 79                 |
| M12               | 1,75       | 19                    | 37                | 59                | 79                | 136                |
| M14               | 2          | 21                    | 59                | 95                | 127               | 219                |
| M16               | 2          | 24                    | 93                | 148               | 198               | 341                |
| M18               | 2,5        | 27                    |                   | 240               | 290               |                    |
| M20               | 2,5        | 30                    | 182               | 291               | 402               | 667                |
| M30               | 3,5        | 46                    | 628               | 1005              | 1387              | 2305               |
| M42               | 4,5        | 65                    | 1760              | 2816              | 3872              | 6453               |
| M52               | 5          | 80                    | 3425              | 5480              | 7335              | 12558              |
| M60               | 5,5        | 90                    | 5306              | 8490              | 11673             | 19455              |